# Грановитая палата
Гранови́тая пала́та — памятник архитектуры в Московском Кремле, одно из старейших гражданских зданий Москвы. Построена в 1487—1491 годах по указу Ивана III итальянскими архитекторами Марком Фрязиным и Пьетро Антонио Солари. Постройка использовалась для проведения торжественных обедов, заседаний и церемониальных приёмов при венчании на царство.

## История

### XV—XVII века
Грановитая палата была заложена в 1487 году на месте древней гридницы архитектором Марком Фрязином для торжественных приёмов в великокняжеском дворце Ивана III. Строительство закончил в 1491 году Пьетро Антонио Солари. Название постройка получила по выходящему на Соборную площадь парадному восточному фасаду, отделанному «бриллиантовым» рустом из белого камня (под «грани»), характерным для итальянской архитектуры эпохи Возрождения, например Алмазного дворца в Ферраре. При этом объёмное решение палаты — с высокой кровлей, открытым наружным крыльцом и сенями внутри — вполне соответствовало русской архитектурной традиции. Прообразами Грановитой палаты мог служить как традиционный тип гридниц, известный в русском зодчестве со времён Киевской Руси, так и недавно построенная трапезная Троице-Сергиевой лавры. Ряд двойных стрельчатых окон с прямоугольными обрамлениями, выполненных в стиле итальянской готики, и строгий классический антаблемент венчания добавляли зданию цельности. Первоначальные окна, возможно, имели белокаменные обрамления (их остатки сохранились у круглых окон второго света). Важную роль в декоративном оформлении простого прямоугольного объёма палаты выполнял цвет: белый камень восточного фасада сочетался с красной окраской неоштукатуренных боковых и заднего фасадов и золочением высокой четырёхскатной кровли. За многие годы прироста культурного слоя подклет «опустился» в землю, и первоначально здание, вероятно, выглядело стройнее.
Рядом с Грановитой палатой (называвшейся также Большой) была выстроена Средняя золотая палата. Перед ней возвышалось Верхнее крыльцо (Передние переходы), на которое с Соборной площади вели три лестницы:
- Красное крыльцо — у стены Грановитой палаты, служило для торжественных выходов царя;
- Средняя лестница (с конца XVII века — Золотая лестница или Золотая решётка) — вела в сени Средней золотой палаты, через неё во дворец попадали послы нехристианских государств;
- паперть Благовещенского собора — служила входом во дворец с Соборной площади[1].

Между лестницами Грановитой и Средней золотой палат находились Красные ворота, которые вели с внутреннего двора дворца на площадь. За Средней золотой палатой стояла Столовая брусяная изба, сломанная в 1681 году. К югу от неё возвышалась Набережная палата, просуществовавшая, как и Средняя золотая, до 1753-го.
К моменту своего завершения центральный зал Грановитой палаты был самым большим залом Москвы. С XVI века здесь проходили заседания Боярской думы, Земские соборы, торжественные пиры, празднества в честь покорения Казани в 1552 году, победы под Полтавой в 1709-м, заключения Ништадтского мира со Швецией в 1721-м. В 1653 году в ней состоялся последний Земский собор, после которого Украина вошла в состав Московского государства. В 1682 году в палате состоялся известный диспут между староверами во главе с Никитой Пустосвятом и представителями официальной церкви; этот диспут, где среди присутствовавших были царевна Софья и патриарх Иоаким, изображён на картине Василия Перова «Никита Пустосвят. Спор о вере».
В 1630-х годах, при постройке Теремного дворца, схема окраски стен палаты, вероятно, изменилась для соответствия новому сооружению: белокаменные части антаблемента окрасили в красные и зелёные тона, поверхности откосов получили травные росписи (кроме подоконников, окрашенных в цвет киновари). В это же время Красное крыльцо получило бочкообразные и шатровые завершения рундуков.
В 1684 году в Грановитой палате проводились ремонтные работы, которыми руководил Осип Старцев. Двойные готические стрельчатые окна были растёсаны и заменены существующими проёмами, украшенными наличниками с растительным орнаментом. Над сенями устроили тайник для хранения ценностей. Медная кровля была заменена на железную, понижена и ярко расписана (эта расписная кровля погибла при пожаре 1696 года), над карнизом палаты создали деревянную балюстраду, а напротив входа из сеней в Грановитую палату устроили новый портал с резными колонками и фронтоном, над которым находился двуглавый орёл.

### XVIII—XIX века
Коронования в Успенском соборе происходили вплоть до конца XIX столетия, несмотря на перенос столицы в Санкт-Петербург в начале XVIII века. Во время торжеств в Грановитой палате устраивали пиры, а тронный зал украшали дополнительным декором. В апреле 1730 года к коронации императрицы Анны Иоанновны из Казённого приказа в палату было передано более пятисот драгоценных вещей. К венчанию на царствование Екатерины II стены украсили шпалерами, расписали пространство над окнами, побелили своды. Последний коронационный пир состоялся в Грановитой палате 14 мая 1896 года в честь коронации императора Николая II. Среди других значимых событий, происходивших в палате, — открытие Екатериной II заседаний Уложенной комиссии в 1767 году, а также вручение императрицей наград полководцам после Кючук-Кайнарджинского мира в июле 1774 года.
Грановитая палата пострадала в Троицком пожаре 1737 года: сгорели кровля, пол в сенях, рамы в окнах, повредилась белокаменная резьба. В 1753-м при строительстве нового Кремлёвского дворца по проекту архитектора Бартоломео Франческо Растрелли было переделано Красное крыльцо с сохранением прежнего рисунка и каменной резьбы.
При строительстве в 1838—1849 годах Большого Кремлёвского дворца Грановитая палата была включена в новый комплекс дворцовых зданий и через Святые сени её соединили с Владимирским залом. В 1840-м по указу Николая I пробили второй портал в Святые сени. Обрамление нового проёма точно повторяло декор древнего портала. В эти же годы обновили кровлю палаты, положив её по металлическим стропильным конструкциям. В 1846 году купцом Фёдором Челноковым была почти полностью перестроена венчающая часть здания. В XVIII—XIX веках восточный фасад обрёл гладкий цоколь, оконные проёмы подклета переделаны в прямоугольные с сухим декором.
В 1882 году к коронации Александра III провели реставрацию. Руководил работами археолог и историк искусства Георгий Филимонов, архитектурные работы велись под надзором Николая Шохина. В результате ремонта демонтировали почти все нововведения XVIII—XIX веков: обивку стен, барочные украшения окон, стеновые панели. Для освещения палаты создали бронзовые люстры и бра в виде паникадил в стиле новгородских светильников XV века. Артель живописцев из села Палех Владимирской губернии восстановила росписи стен и сводов палаты.

### XX—XXI века
После революции 1917 года палата в составе комплекса Большого Кремлёвского дворца перешла в ведение комендатуры Кремля и её стали использовать для проведения протокольных мероприятий.
В 1934 году было разобрано Красное крыльцо и на его месте, вплотную к южному фасаду палаты, построили двухэтажную столовую для участников съездов Коммунистической партии и сессий Верховного Совета СССР, а портал Святых сеней в южной части фасада переделали в окно.
В результате реставрационных работ 1967—1968 годов восстановили резной белокаменный портал западной стены в интерьере палаты и рельефный декор центрального столпа. В этот же период обновили росписи, устранили трещины и проломы в кладке и штукатурке, заново выполнили позолоту на стенах, порталах и столпе.
В 1992—1994 годах столовую снесли, а Красное крыльцо возвели заново в облике середины XVIII века.
В 2011—2012 годах усилили фундамент, стяжки, несущие стены, полностью заменили кровлю, обновили люстры, воссоздали паркет и ковры, отреставрировали фрески 1881-го. Параллельно велись археологические раскопки, в ходе которых обнаружили около трёх тысяч предметов.
По состоянию на 19 сентября 2020 года Грановитая палата входит в комплекс Большого Кремлёвского дворца, который является правительственной резиденцией президента. В ней проходят встречи глав государств, церемонии награждения и другие государственные события. В подклете палаты оборудована резиденция патриарха.

## Архитектура
Здание палаты двухэтажное: верхний этаж занимает квадратный тронный зал площадью 495 м², перекрытый четырьмя крестовыми сводами, опирающимися на центральный столп, нижний — подклет. Высота до верхней точки свода 9 м. С запада к залу примыкает помещение Святых сеней. Восточный фасад палаты украшен гранёным рустом, декоративность его обработки подчёркнута помещёнными по углам витыми колоннами. Исключая восточный фасад, фасады палаты украшены лишь колончатыми наличниками окон; первоначально они, вероятно, были окрашены красно-коричневым свинцовым суриком, что усиливало выразительность парадного фасада. На северной стене под крышей имеется плохо сохранившееся горельефное погрудное изображение мужчины, условно называемое «портретом мастера»; по предположению москвоведа Сергея Романюка, это может быть портрет Пьетро Солари.
Вход в Грановитую палату со стороны Соборной площади называется Красным крыльцом и является новоделом XX века, построенным на историческом месте. Над его боковыми фронтонами установлены два двуглавых орла, а на пролётах перил — каменные львы. К северному фасаду присоединена небольшая пристройка, в которой находится лестница.
Главный зал
Не ранее второй половины XVI века стены и своды в интерьере палаты были расписаны фресками; первые сведения о наличии в Грановитой палате «бытейной живописи» на аллегорическое сюжеты относятся ко времени царствования Фёдора Иоанновича. В 1668 году после пожара роспись возобновил Симон Ушаков, составлявший подробную опись сюжетов и расшифровку надписей в 1672-м по указанию царя Алексея Михайловича. При Петре I стенопись была в основном уничтожена, своды выбелены, а стены затянуты малиновым бархатом с вышитыми золотыми двуглавыми орлами. В таком виде палата сохранилась до 1881 года, когда её роспись возобновили палехские иконописцы братья Белоусовы в соответствии с описью Симона Ушакова. Под росписями XIX века частично сохранилась живопись XVI—XVII веков.
Портал главного хода обрамлён плоскими пилястрами с растительной резьбой и завершён образами геральдических животных. Центральной фигурой композиции является изображение двуглавого орла, представляющее собой древнейший государственный герб России, как было установлено Олегом Ульяновым.
Источником сюжета для росписи Грановитой палаты послужили Библия и Хронографы. На своде и откосах свода находятся космогонические композиции. На западной части свода помещено изображение Саваофа в окружении девяти ангельских чинов, на откосах изображены праотцы, пророки и евангелисты. Некоторые сюжеты росписей стен служат иллюстрациями к «Сказанию о князьях Владимирских» XVI века. Две из таких композиций размещены в люнетах южной стены: сцена из «Венчания Владимира Мономаха на царство» и изображение Фёдора Ивановича (там же сюжеты из Ветхого Завета и изображение Соломона). На северной стене помещён сюжет об Иосифе Прекрасном, на западной — иллюстрации к притче о праведном и неправедном судьях. В откосах оконных проёмов — образы двадцати четырёх представителей княжеского рода Рюриковичей.
Первоначально столп и порталы были украшены золочёной белокаменной резьбой с росписью и позолотой. Нынешняя резьба — гипсовое воспроизведение первоначальной, выполненное в 1968 году по сохранившимся под позднейшими наслоениями фрагментам оригинальной резьбы. Тогда же был восстановлен изначальный красно-коричневый фон рельефов порталов и столпа. В центре столпа помещены дельфины, на фризовой ленте — российский герб и изображения животных. Последние были призваны иллюстрировать качества достойного правителя: олень напоминает о силе и могуществе, журавль о благоразумии и осторожности, дельфин иллюстрирует заботу о подданных, пеликан — самоотверженную любовь, а крылатый змеелов — соединение мудрости и силы. Столп прежде был окружён ставцами — полками для размещения различной столовой утвари (серебряных и позолоченных кубков, блюд и другой посуды). Между нижними окнами и окнами верхнего света первоначально находился фриз с метопами и триглифами.
Зал освещают четыре паникадила-«хороса» из тёмной бронзы, выполненные в 1840-х годах, а также двадцать бронзовых подсвечников на стенах.
Cени
Святые сени расположены перед входом в Грановитую палату, двери из них ведут, помимо палаты, во Владимирский зал Большого Кремлёвского дворца и в Теремной дворец. Это невысокое продолговатое парадное помещение, перекрытое крестовыми сводами. Здесь священники кремлёвских соборов встречали монархов после коронации и благословляли их; здесь же встречали приглашённых к царям гостей.
Первоначальное оформление помещения почти не сохранилось, существующее относится в основном к XIX веку. Так, в период строительства Большого Кремлёвского дворца в простенке северной стены появился камин каррарского мрамора, было выполнено резное оформление окон и дверей, украшены росписью и позолотой шесть дверных порталов (три из которых ложные); на двух порталах сохранились геральдические изображения льва и дракона. От первоначального декора сеней сохранился белокаменный, украшенный ренессансным резным узором входной портал, а также двойные окна в торцах (единственные, не затронутые перестройкой 1680-х годов; их изначальный декор сохранился на фасадах). Росписи стен на библейские и исторические сюжеты выполнены в 1846—1847 годах художником Фёдором Завьяловым. Часть росписей выполнена с сохранением старой иконографии, по описи XVII века иконописца Симона Ушакова («Ветхозаветная Троица», «Явление архангела Михаила Иисусу Навину», «Сон Константина»). Два сюжета связаны с русской историей («Сергий Радонежский благословляет Дмитрия Донского на Куликовскую битву», «Выбор веры киевским князем Владимиром»).
Тайник
Тайник — это вытянутое помещение с окном напротив тронного места, откуда царица наблюдала за церемониями (до 1680-х годов с этой целью использовалось небольшое помещение в северном торце Святых сеней, куда вёл отдельный, украшенный порталом вход с Боярской площадки). В окне была вставлена смотрильная решётка, которая завешивалась занавеской. Сохранилось описание тайника 1730-х годов: 

…стены и потолок обито желтою камкою, а дверь сукном красным, образ Софии Премудрости, оклад и венцы серебреные, в окошках окончины стеклянные, у потойного окна подзор и полы парча китайская золото с серебром и с разными шелки, обложено позументом золотным в два ряда, у полу два шнура шелковые, две подушки с полами жёлтой камки, под подушками на окне обито красным сукном.
В пожаре 1737 года помещение сгорело, его восстановили к коронации Елизаветы Петровны, состоявшейся в 1742-м. В 1882 году в тайник переместили элементы отделки палаты 1840-х годов, снятые при возобновлении росписей: обивку стен, люстры и бра в виде двуглавых орлов. В 2010—2011 годах отреставрировали стены, сводчатый потолок и обновили живопись, вновь были сделаны подоконные мраморные доски.
Красное крыльцо
Красное крыльцо — открытая каменная лестница, ведущая с Соборной площади к главному проходу в Грановитую палату. Она примыкает к южному фасаду и имеет три марша. К верхней площадке лестницы обращён резной белокаменный портал, через который можно попасть в сени.
В XVII веке на Красном крыльце размещался постоянный караул, охранявший вход во дворец с Соборной площади. Под сводами лестницы находились помещения для служащих. Она состояла из 32 ступеней из белого камня, покрытых железными плитами. На лестнице были устроены три отдыха, на каждой площадке стояла каменная позолоченная фигура льва, по левой стороне находились каменные перила. Лестницу покрывала медная кровля в виде шатров, которые завершались фигурами орлов. Во время пожара 1696 года она сгорела и больше не восстанавливалась. Во время царствования Фёдора Иоанновича лестница называлась Золотой, в XVII веке её она также упоминается Большой и Красной.
В 1753 году при возведении нового дворца белокаменную аркаду на верхней площадке перед Святыми сенями разобрали. Лестницу же и арки сложили заново в прежних формах. Ещё раз крыльцо демонтировали в 1841-м, затем вновь восстановили. Каменными работами руководил Михей Иванов, фигуры львов выполнил художник и скульптор Сантино Кампиони. Затем их расписал Антон Ланджеротти.
После сноса крыльца в 1930-х его восстанавливали в 1992—1994 годах под руководством архитектора Никиты Мухина. Для реконструкции использовались чертежи, сделанные при сносе, модель палаты из Музея архитектуры.
Подклет
Подклет — нижний этаж Грановитой палаты — состоит из нескольких помещений, перекрытых сводами; эти помещения образованы одной продольной и двумя поперечными стенами. Восточное перекрестие стен является опорой для столпа палаты. Подклет в основном сохранил первоначальную архитектуру, хотя помещения в западной части, под Святыми сенями, подверглись значительной переделке. Все комнаты пространства использовались как служебные и не имели нарядной декоративной отделки. В нём находились кладовые и печь, отапливающая Грановитую палату. В XVII веке в подклете размещалась караульная служба Кремля, в XIX веке гауптвахта, а в настоящее время часть помещений используется в качестве кремлёвской резиденции патриарха.